# (100831) 1998 HW9
(100831) 1998 HW9 es un asteroide perteneciente al cinturón de asteroides, región del sistema solar que se encuentra entre las órbitas de Marte y Júpiter, descubierto el 19 de abril de 1998 por el equipo del Spacewatch desde el Observatorio Nacional de Kitt Peak, Arizona, Estados Unidos.

## Designación y nombre
Designado provisionalmente como 1998 HW9. 

## Características orbitales
1998 HW9 está situado a una distancia media del Sol de 2,315 ua, pudiendo alejarse hasta 2,748 ua y acercarse hasta 1,883 ua. Su excentricidad es 0,186 y la inclinación orbital 3,649 grados. Emplea 1287,31 días en completar una órbita alrededor del Sol.

## Características físicas
La magnitud absoluta de 1998 HW9 es 16.